# Choralbass
A Choralbass vagy Choralpfeife egy orgonaregiszter, a pedálmű principálregisztere. Francia és angol nyelvterületen is így, német nevén ismert. Jelentése korálbasszus, korálsíp. Általában barokk és romantikus orgonákon található 4’ és 2’ magasságban, kizárólag a pedálművön. A principálkar fontos tagja, a pedálon történő koráldallam-kiemelésre kiválóan alkalmas. Anyaga leggyakrabban fém, ritkán fa, jellegét tekintve nyitott, állandó keresztmetszetű, hangja érces és világos.